# The International (golf)
The International, var en golftävling på PGA-touren som spelades i Colorado, USA, på en höjd av 1 900 meter över havet. The International spelades vanligen under augusti månad och var den enda tävlingen på PGA-touren som spelades i en modifierad form av poängbogey, kallad Stableford-systemet samt hade en kvalgräns alla fyra dagarna.
Tävlingen arrangerades i 21 säsonger, mellan 1986 och 2006 på golfklubben Castle Pines Golf Club utanför Denver. The International var ansedd som en av de bäst skötta tävlingarna på PGA-touren, men som hade problem att få huvudsponsorer.
Den 8 februari 2007 annonserade PGA Tour att The International permanent skulle upphöra att arrangeras och tävlingen ersattes av AT&T National (nu under namnet Quicken Loans National), som drivs av Tiger Woods Foundation.

## Format
I Stableford-systemet ges spelarna poäng på varje hål baserat på deras resultat i förhållande till hålets par. Systemet är utformat så att det ska ge spelarna incitament till att ta chanser, eftersom belöningen för ett bra hål-resultat är högre än straffet för ett dåligt resultat. Poängfördelningen är som följande:
- Albatross: +8
- Eagle: +5
- Birdie: +2
- Par: 0
- Bogey: –1
- Dobbel bogey eller sämre: –3

En hole-in-one räknas som en eagle och skulle generera +5 poäng. Sedan bortfallet av The International var det mellan 2006 och 2012 ingen tävling som spelades med Stableford-systemet, för att sedan spelas så i The Barracuda Championship, som ändrade sitt spelformat 2012 och nu är den enda PGA Tour-tävlingen som tillämpar systemet. 

## Segrare
| År                                   | Spelare             | Poäng             | Segermarginal     | Runner(s)-up                           |
| The International                    | The International   | The International | The International | The International                      |
| ------------------------------------ | ------------------- | ----------------- | ----------------- | -------------------------------------- |
| 2006                                 | Dean Wilson         | 34                | Särspel           | Tom Lehman                             |
| 2005                                 | Retief Goosen       | 32                | 1 poäng           | Brandt Jobe                            |
| 2004                                 | Rod Pampling        | 31                | 2 poäng           | Alex Čejka                             |
| 2003                                 | Davis Love III (2)  | 46                | 12 poäng          | Retief Goosen Vijay Singh              |
| The International presented by Qwest |                     |                   |                   |                                        |
| 2002                                 | Rich Beem           | 44                | 1 poäng           | Steve Lowery                           |
| 2001                                 | Tom Pernice, Jr.    | 34                | 1 poäng           | Chris Riley                            |
| 2000                                 | Ernie Els           | 48                | 4 poäng           | Phil Mickelson                         |
| Sprint International                 |                     |                   |                   |                                        |
| 1999                                 | David Toms          | 47                | 3 poäng           | David Duval                            |
| 1998                                 | Vijay Singh         | 47                | 6 poäng           | Phil Mickelson Willie Wood             |
| 1997                                 | Phil Mickelson (2)  | 48                | 7 poäng           | Stuart Appleby                         |
| 1996                                 | Clarence Rose       | 31                | Särspel           | Brad Faxon                             |
| 1995                                 | Lee Janzen          | 34                | 1 poäng           | Ernie Els                              |
| 1994                                 | Steve Lowery        | 35                | Särspel           | Rick Fehr                              |
| The International                    |                     |                   |                   |                                        |
| 1993                                 | Phil Mickelson      | 45                | 8 poäng           | Mark Calcavecchia                      |
| 1992                                 | Brad Faxon          | 14                | 2 poäng           | Lee Janzen                             |
| 1991                                 | José María Olazábal | 10                | 3 poäng           | Ian Baker-Finch Scott Gump Bob Lohr    |
| 1990                                 | Davis Love III      | 14                | 3 poäng           | Steve Pate Eduardo Romero Peter Senior |
| 1989                                 | Greg Norman         | 13                | 2 poäng           | Clarence Rose                          |
| 1988                                 | Joey Sindelar       | 17                | 4 poäng           | Steve Pate Dan Pohl                    |
| 1987                                 | John Cook           | 11                | 2 poäng           | Ken Green                              |
| 1986                                 | Ken Green           | 12                | 3 poäng           | Bernhard Langer                        |